# Bangkok-Airways-Flug 125
Auf dem Bangkok-Airways-Flug 125 (Flugnummer: PG125 bzw. BKP125) stürzte am 21. November 1990 gegen 18:15 Uhr Ortszeit eine De Havilland Canada DHC-8-100 nach einem misslungenen Anflug südwestlich vom Flughafen Ko Samui in eine Kokosnussplantage. Bei dem Unfall kamen alle 38 Insassen ums Leben.

## Flugzeug
Das Flugzeug des Typs De Havilland Canada DHC-8-100 mit dem Luftfahrzeugkennzeichen HS-SKI und der Seriennummer 172 war mit zwei Triebwerken des Typs Pratt & Whitney Canada PW120A ausgestattet. Das Flugzeug hatte bis zum Absturz 3416 Flugstunden absolviert.

## Flugverlauf
Die Maschine der Bangkok Airways hob um 16:58 Uhr Ortszeit vom Flughafen Bangkok-Don Mueang zum Linienflug nach Ko Samui ab. Der Tower in Ko Samui kontaktierte die Piloten erstmals um 17:45 Uhr. Zu diesem Zeitpunkt war das Flugzeug rund 220 Kilometer (120 NM) vom Flughafen entfernt. Der Besatzung wurde dabei mitgeteilt, dass die Landebahn 17 in Betrieb wäre. Laut Towerangabe herrschte mildes Wetter, mit einer Regenzone südwestlich der Landebahn. Die Piloten wurden vom Fluglotsen angewiesen, ihm eine Distanz von 60 NM (111 km) zum Flughafen mitzuteilen. Die Piloten versäumten es, diese Meldung abzusetzen und nahmen erst 20 NM (37 km) vor dem Flughafen erneut Kontakt zum Tower auf. Sie erhielten die Information, dass zwischenzeitlich die Landebahn 35 (entgegengesetzte Richtung) in Betrieb war und der Wind aus einer Richtung von 30 Grad wehte. Die Windgeschwindigkeit betrug 10 Knoten (18 km/h) und die Sichtweite am Boden sechs Kilometer. Eine Minute später wurde den Piloten mitgeteilt, dass das Wetter östlich des Flughafens weiterhin gut sei, westlich aber schwere Regenschauer niedergehen würden. Sie wurden aufgefordert, das Ausfahren des Fahrwerks mitzuteilen. Die Anflugbefeuerung am Flughafen wurde wenige Minuten später in Betrieb genommen.
Der Fluglotse im Tower beobachtete die aus nördlicher Richtung kommende Maschine östlich des Flughafens im Gegenanflug mit bereits ausgefahrenem Fahrwerk, ohne dass die Piloten dies mitgeteilt hatten. Südlich des Platzes ging das Flugzeug in den Queranflug nach Westen über. Zu diesem Zeitpunkt hatten sich die Sichtverhältnisse am Platz durch Nieselregen und Dunst deutlich verschlechtert. Die Besatzung konnte im Queranflug keinen Sichtkontakt zur Landebahn herstellen und drehte daher nicht in den Endanflug ein. Stattdessen flog die Maschine mit ausgefahrenem Fahrwerk und voll ausgefahrenen Landeklappen in westliche Richtung weiter und damit in eine Starkregen-Zone mit noch schlechteren Sichtbedingungen ein. Der Fluglotse bemerkte den ausgebliebenen Endanflug und fragte die Besatzung, ob sie in einer Linkskurve auf das Meer eindrehen würde, erhielt aber keine Antwort. Auf Nachfrage verneinten die Piloten den Sichtkontakt mit der Landebahn und baten um Richtungsanweisung nach rechts oder links. Aufgrund der vermuteten räumlichen Desorientierung der Besatzung hatte die DHC-8 zwischenzeitlich, unbemerkt von den Piloten, eine Querneigung nach links eingenommen. Der Fluglotse teilte der Besatzung mit, dass sie nach links fliegen sollte, da sich auf ihrer rechten Seite Hügel befänden.
Der Kapitän, der unmittelbar zuvor den Kopiloten an der Steuerung abgelöst hatte, brachte die bereits mit linker Querneigung fliegende Maschine daraufhin durch ein abruptes Steuermanöver in eine noch steilere Linkskurve, so dass sie mit einem Rollwinkel von 89 Grad über die Tragfläche abkippte und in einen unkontrollierten Sinkflug überging. Mit einer Linksneigung von 75 Grad und mit einer um 36 Grad nach unten gerichteten Nase (negativer Pitch) schlug die DHC-8 fünf Kilometer südwestlich des Flughafens mit 147 Knoten (272 km/h) in einer Kokosnussplantage auf. Das Flugzeug wurde mit Ausnahme des letzten Heckabschnitts vollständig zerstört und brannte aus. Keiner der 38 Insassen überlebte den Aufprall.

## Unfallursache
Nach Ansicht der Untersuchungskommission wurde der Unfall durch die mangelhafte Arbeitsteilung an Bord und eine daraus resultierende Desorientierung der Piloten verursacht. Bereits vor Beginn des Queranflugs hatte sich die Besatzung unkonzentriert gezeigt und es versäumt, die vom Fluglotsen angeforderten Distanzmeldung sowie das Ausfahren des Fahrwerks mitzuteilen. Ebenso bemängelten die Ermittler die nur ungenügende Flugplanung der Besatzung.
Der Anflug auf Ko Samui wurde zunächst vom Kopiloten durchgeführt, während der Kapitän die Funktion des „pilot not flying“ übernahm. Als sich die Maschine im Queranflug befand, gaben die Piloten diese Arbeitsteilung auf und fingen an, gemeinsam nach der Landebahn zu suchen, wobei sie wahrscheinlich beide nicht mehr auf die Instrumente achteten. Die Maschine begann, vermutlich unbemerkt von ihnen, langsam nach links um die Längsachse zu rollen.
Das festgelegte Standardverfahren für einen missglückten Anflug auf die Bahn 35 sah ein Durchstarten mit anschließender Rechtskurve aufs offene Meer vor. Weil sich die Maschine aber nicht im Endanflug, sondern noch im Queranflug befand, schien die nur unzureichend vorbereitete Besatzung mit der Situation völlig überfordert zu sein. Die Frage des Fluglotsen, ob sie nach links (statt nach rechts) aufs Meer abdrehen würden, hat vermutlich zur weiteren Verwirrung der Piloten beigetragen. Der zunehmend räumlich desorientierte Kopilot („pilot flying“) bat den Kapitän schließlich, die Steuerung des Flugzeugs zu übernehmen. Dies erfolgte wahrscheinlich, ohne dass der Kapitän die Flughöhe und Fluglage der Maschine anhand der Instrumente kontrollierte. Unmittelbar nachdem der Kapitän die Steuerung übernommen hatte, teilte der Fluglotse mit, aufgrund der Hügel nach links abzudrehen. Der Kapitän führte daraufhin einen abrupten Querruderausschlag durch, der die bereits vorhandene linke Querneigung weiter erhöhte und die Maschine innerhalb von Sekunden in einen unkontrollierten Flugzustand brachte.